# Plastron

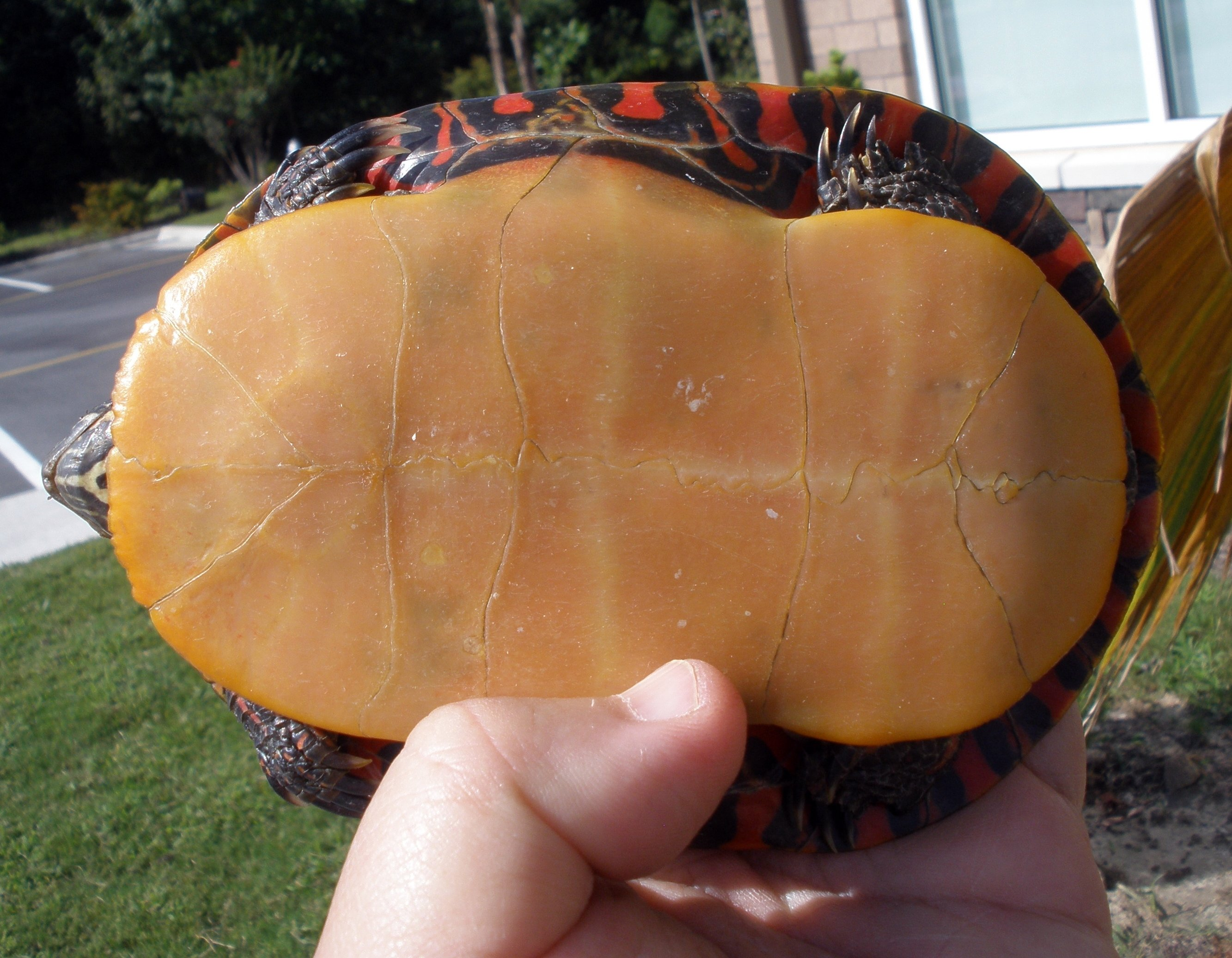
Plastron želvy ozdobné

Plastron je spodní část krunýře želvy, kterou je možné označit jako břicho.
Je podobný ve složení jako karapax s vnější vrstvou horního materiálu, která je rozdělena do plošek, které nazýváme štítky. V některých rodech je pant mezi hrudním a břišním štítkem, díky kterému se želva může sama do krunýře téměř úplně uzavřít. U některých druhů lze rozlišit pohlaví želvy podle toho, jestli je plastron vypouklý (sameček) nebo ne. To kvůli pozici k páření.
Plastronové štítky se připojují podél centrálního švu uprostřed plastronu. Různé délky úseků švu mohou být použity k identifikaci druhu želvy. Na plastronu je příčně šest symetrických párů štítků: chytací, končetinový, prsní, břišní, stehenní a anální (jdoucí od hlavy až k ocasu podél švu). Břišní a chytací štítky jsou přibližně stejné délky, také stehenní a prsní švy jsou přibližně stejné délky.
Želví plastrony byly používány ve staré Číně při věštění z kostí.

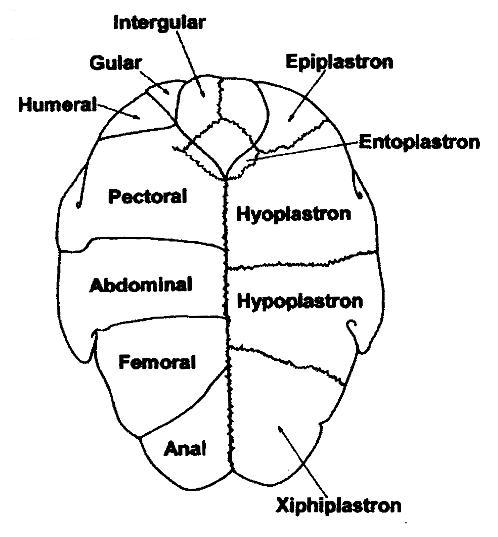
Vlevo - štítky a vpravo - kostní komponenty plastronu želvy

## Vzorce plastronu
Plastralní vzorec slouží k porovnání velikosti jednotlivých štítků (měřeno podél středního švu). Následující štítky jsou často rozlišovány s označením:
- intergularní (intergular) = intergul
- chytací (gular) = gul
- pažní (humeral) = hum
- prsní (pectoral) = pect
- břišní (abdominal) = abd
- stehenní (femoral) = fem
- anální (anal) = an

Srovnání vzorců plastronu stanovuje rozdíl mezi dvěma druhy. Například pro želvu karolínskou je vzorec: an > abd > gul > pect > hum >< fem